# Acacia procera
Acacia procera é uma espécie de leguminosa do gênero Acacia, pertencente à família Fabaceae.